# Middle Saranac Lake
Middle Saranac Lake – jezioro w Stanach Zjednoczonych w stanie Nowy Jork w hrabstwie Franklin. Położone jest w górach Adirondack, na południowy zachód od Upper Saranac Lake oraz na południowy wschód od Lower Saranac Lake. Powierzchnia jeziora wynosi 5,72 km².
Jezioro jest zasilane i opróżniane przez rzekę Saranac.
Przed rozwojem transportu drogowego i kolejowego, szlak rzeki Saranac, przebiegający m.in. przez Middle Saranac Lake, stanowił ważny wodny szlak transportowy, łączący Old Forge z jeziorem Champlain. Dziś jest on częścią szlaku kajakowego Northern Forest Canoe Trail.